# Красный рассвет (фильм, 1984)

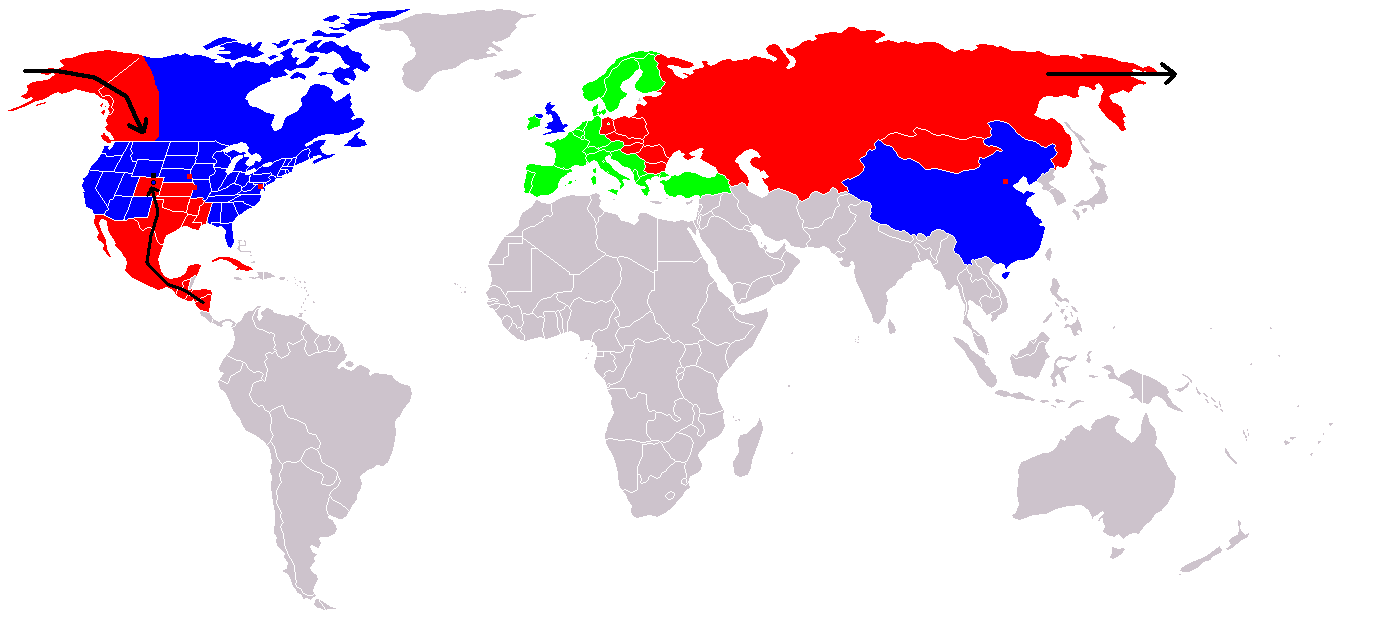
Приблизительная карта событий, описанных в кино:
Синий: Соединённые Штаты Америки и их союзники: Канада, Великобритания и Китайская Народная Республика.
Красный: Союз Советских Социалистических Республик, его союзники (Куба и Никарагуа, а также страны Варшавского договора и Монголия) и захваченные к моменту событий фильма территории.
Зелёный: Нейтральные страны Западной Европы.
Красные точки указывают несколько городов Вашингтон (округ Колумбия); Омаха, Небраска; Канзас-Сити, Миссури и Пекин (Китай), которые были уничтожены ядерными ударами.

«Кра́сный рассве́т» (англ. Red Dawn) — американский художественный фильм о Третьей мировой войне и вторжении советских войск в США, поставленный режиссёром Джоном Милиусом. Премьера фильма состоялась в Лос-Анджелесе и Нью-Йорке 10 августа 1984 года.

## Сюжет
1989 год. В СССР собран самый низкий урожай пшеницы за 55 лет. Происходят голодные бунты в Польше, туда вводятся советские войска. Куба и Никарагуа увеличили армию до 500 тысяч человек. Свергнуты демократии Сальвадора и Гондураса, Мексика втянута в революцию. В ФРГ пришедшая к власти Партия зелёных требует убрать из Европы ядерное оружие США. Происходит распад НАТО. США остаются без союзников.
Действие фильма начинается сентябрьским утром 1989 года в городке Кальюмет (штат Колорадо). В местной школе проходит урок истории, где символически рассказывается о завоеваниях Чингисхана и его тактике полного уничтожения населения покорённых территорий, даже животных и насекомых. Неожиданно на пустыре за школой приземляется группа парашютистов, которые оказываются кубинскими и советскими десантниками. Десантники убивают учителя и нескольких школьников, расстреливают из гранатомёта школьный автобус. В хаосе и возникшей суматохе нескольким школьникам удаётся сбежать.
С высадки десанта и началось полномасштабное вторжение в США войск СССР, Кубы и Никарагуа. В окрестностях города идут бои. Контратака американцев отбита. Кубинский полковник Белла организует конфискацию оружия у населения и выявление неблагонадёжных лиц, в частности, членов «Элитной военной организации скаутов».
Школьники Джед Эккерт, его брат Мэтт, их одноклассники Роберт, Дэнни, Дэрил и Аардвак организуют партизанский отряд «Росомахи» (англ. Wolverine), названный в честь школьной спортивной команды. Связавшись со старыми друзьями Эккертов — пожилой парой Мэйсонов — они узнают, что находятся в самом центре Третьей мировой войны, в 60 километрах от линии фронта, а также, что отец Роберта расстрелян как антисоветский «партизан». К их отряду присоединяются внучки стариков Тони и Эрика.
Джед и Мэтт узнают, что их отец отправлен в концлагерь, а отряд «Росомахи» разыскивают кубинцы и КГБ. Им удаётся встретить отца, тот сообщает, чтобы они не пытались больше с ним связаться, но обязательно отомстили за него.
«Росомахи» совершают первое нападение на трёх советских солдат, фотографировавшихся в местном заповеднике. В отместку за этот инцидент берут заложников из местного населения и заставляют их вырыть могилы для погибших солдат. Затем на церемонии похорон убитых группу заложников, включая отца Эккертов, расстреливают из танковых пулемётов. «Росомахи» отвечают целой серией нападений, среди которых: разгром базы кубинцев, взрыв «комитета советско-американской дружбы», атака на военную колонну.
Вскоре после этого наступает зима. «Росомахи» подбирают сбитого американского пилота, которым оказывается полковник Таннер. От него удаётся узнать, что война началась с ядерной атаки на города Вашингтон, Омаха и штат Небраска. База NORAD уничтожена кубинскими диверсантами. По всей территории США был высажен десант с самолётов, замаскированных под гражданские, «совсем как в Афганистане». Советская Армия сумела переправить через Мексику 60 дивизий, а с территории Аляски наступают ещё 5 дивизий. Китай выступил на стороне США и в результате потерял 400 миллионов человек. Половина штатов захвачена, однако, тем не менее, положение пока стабилизировалось. Обе стороны не решаются на дальнейшее использование ядерного оружия. Денвер находится в жестокой блокаде. Таннер сомневается в перспективности действий «Росомах», но нападение на колонну кубинцев разубеждает его в этом.
Партизаны успешно атакуют советскую базу, уничтожая топливо, самолёт Як-38, а также освобождая заложников. Подкрепления успевают только расстрелять нескольких гражданских лиц. Затем отряд выдвигается к линии фронта, чтобы помочь Таннеру выбраться с оккупированной территории под прикрытием происходящего сражения между советскими и американскими войсками. Идёт ожесточённый бой между танками Т-72 и М1 «Абрамс». Несмотря на уничтожение «Росомахами» двух машин Т-72, Таннер и Аардвак гибнут.
Командование советских и кубинских войск начинает считать «Росомах» реальной угрозой. Сначала оккупанты отвечают лишь массовыми казнями гражданских лиц за каждое нападение, но это даёт обратный эффект. Тогда для ликвидации отряда в США прибывает эксперт по контрпартизанским операциям полковник Стрельников по прозвищу «Охотник». После парада он проводит брифинг, в ходе которого вызывается сам покончить с «Росомахами», сравнивая их преследование с охотой на лису, а также критикует советское командование за репрессии против гражданского населения и требует их прекращения.
Затем отряд спецназа неизвестным образом выходит на «Росомах». Отбившись, они берут одного пленного с имевшимся у него повреждённым пеленгатором. Пеленгатор удаётся исправить, и он показывает наличие «жучка» на Дэриле. Тот признается, что ходил в город, где собственный отец выдал его людям Стрельникова. Дэрила пытали и заставили проглотить «жучок». Его и пленного спецназовца расстреливают.
Вскоре приходит весна. «Росомахи» совершают очередное нападение на советскую военную колонну, но по тревоге прилетают три вертолёта Ми-24. В ходе ожесточённого боя гибнут Роберт и Тони. Поддержка партизан со стороны местного населения падает, и «Росомахи» принимают решение уходить с оккупированной территории.
Чтобы обеспечить проход для Дэнни и Эрики, Джед и Мэтт предпринимают атаку на штаб советской группировки в Кальюмете. Они нападают на военную базу и разрушают её. В ходе боестолкновения Мэтт получает ранение, а Джед оказывается лицом к лицу со Стрельниковым. Они смертельно ранят друг друга в ходе схватки. Джед из последних сил вытаскивает Мэтта, и в этот момент они оба попадают в прицел к полковнику Белла. Но тот, видя, что оба американца смертельно ранены и беспомощны, не решается их убить и даёт уйти. Белла понимает, что больше не верит в революцию, выходит в отставку и возвращается на Кубу.
Дэнни и Эрика выбираются. Затем идёт рассказ Эрики, из которого следует, что через некоторое время война закончилась — не упоминая победителей. «Партизанская скала», на которой были выбиты имена всех погибших участников отряда «Росомахи», стала мемориалом. У её подножья была установлена табличка с текстом: «В первые дни Третьей мировой войны партизаны, по большей части дети, писали на этой скале имена погибших. Они сражались здесь и оставили здесь свои жизни, чтобы эта страна не сгинула с лица земли».

## В ролях
| Актёр             | Роль                             |
| ----------------- | -------------------------------- |
| Патрик Суэйзи     | Джед Эккерт                      |
| Си Томас Хауэлл   | Роберт Моррис                    |
| Лиа Томпсон       | Эрика Мейсон                     |
| Чарли Шин         | Мэтт Эккерт                      |
| Даррен Далтон     | Дэрил Бейтс                      |
| Дженнифер Грей    | Тони Мейсон                      |
| Брэд Сэвидж       | Денни Бейтс                      |
| Даг Тоби          | Артуро Мондрагон («Трубкозуб»)   |
| Бен Джонсон       | Джордж Мейсон                    |
| Гарри Дин Стэнтон | мистер Эккерт отец Джеда и Мэтта |
| Рон О'Нил         | полковник Эрнесто Белла          |
| Уильям Смит       | полковник Стрельников            |
| Владек Шейбал     | Братченко                        |
| Пауэрс Бут        | полковник Таннер                 |
| Сэм Словик        | солдат Юрий                      |
| Радамес Пера      | старший сержант Степан Горский   |
| Кристофер Янчар   | советский солдат                 |
| Жорж Ганчев       | советский солдат                 |
| Джордж Фишер      | майор КГБ                        |
| Джин Шерер        | офицер КГБ (в титрах не указан)  |

## Производство
Первоначальный вариант сценария, написанного Кевином Рейнольдсом, назывался «Десять солдат» и имел сюжетное сходство с «Повелителем мух», классическим романом о природе насилия. Вторжение русских и кубинцев служило лишь фоном для развития конфликта между двумя группами скрывавшихся в лесу подростков. Руководство студии MGM после коммерческого успеха первого «Рэмбо» заинтересовалось сценарием, но потребовало его переработки — на первый план должен был выйти классический сюжет о вторжении. В качестве режиссёра и соавтора сценария был нанят известный своими правыми взглядами Джон Миллиус, для консультаций был привлечён Александр Хейг, вошедший в 1982 в совет директоров компании MGM-UA после продолжительной военной карьеры.
Съёмки фильма сопровождались многочисленными техническими сложностями, в том числе из-за отсутствия поддержки со стороны Министерства обороны США. Производственный бюджет вырос с первоначальных десяти миллионов долларов почти вдвое — до семнадцати.

## Контекст эпохи
Влияние Холодной войны на американское общественное сознание находило отражение в кинематографе, начиная с конца 1940-х годов. Помимо естественного стремления заработать на актуальной, волнующей общество теме имело место и прямое идеологическое давление на кинематографистов. Итогом расследования, проводившегося в 1947 году Комиссией по расследованию антиамериканской деятельности при Конгрессе США в отношении представителей киноиндустрии, стал так называемый «Чёрный список» Голливуда, включение в который являлось для деятелей культуры и искусства фактическим запретом на профессию.
Большая часть антикоммунистических фильмов раннего этапа Холодной войны представляет собой шпионские триллеры. С возникновением угрозы ядерной войны появилось большое количество книг и фильмов, посвящённых темам непосредственного применения ядерного оружия и существования мира после ядерной войны, но сюжет с вторжением сухопутной армии был достаточно редким явлением. Карибский кризис 1962 года привёл к чрезвычайному усилению угрозы ядерной войны, что выявило необходимость «разрядки международной напряжённости».
Новый виток Холодной войны начался в 1979 году и характеризовался действиями СССР и США, приведшими к усилению конфронтации: ввод советских войск в Афганистан, «Двойное решение НАТО» и последовавший ракетный кризис, сбитый в 1983 году южнокорейский Боинг, вторжение США на Гренаду. В 1981 году на президентских выборах в США победил Рональд Рейган, известный своей крайне консервативной позицией по внешнеполитическим вопросам и религиозностью. В 1980 году он заявил в ходе телевизионного интервью: «Мы можем стать поколением, которое увидит Армагеддон». При Рейгане произошло существенное увеличение оборонного бюджета. В 1983 году Рейган объявил о начале программы «СОИ», а в ходе одного из выступлений назвал СССР «империей зла».

## Восприятие и критика
«Красный рассвет» стал коммерчески успешным, собрав в прокате почти 40 миллионов долларов при бюджете около семнадцати. В начале 1980-х общественные организации США были озабочены возрастающим количеством сцен насилия в фильмах, рассчитанных на подростковую аудиторию. Под давлением общественного мнения Американская ассоциация кинокомпаний была вынуждена ввести в свою систему дополнительный рейтинг PG-13. Одной из причин такого давления стал фильм «Красный рассвет», в котором специалисты выявили рекордный на то время уровень насилия — 134 акта насилия в час.
Реакция зрителей была противоречивой. Основной целевой аудиторией фильма была молодёжь в возрасте до 20 лет, и «Красный рассвет» пользовался популярностью благодаря своей зрелищности. Сторонники Республиканской партии положительно восприняли антикоммунистический посыл фильма на фоне событий очередного витка Холодной войны. Оружейное сообщество Gun Owners Of America хвалило Джона Миллиуса за «наглядный пример важности Второй Поправки в наше время». В некоторых кинотеатрах ФРГ левые активисты забрасывали экраны тухлыми яйцами и краской.
Экономист и теоретик либертарианства Мюррей Ротбард в 1984 году критиковал фильм за конъюнктурность, неправдоподобность сюжета и плохую проработку персонажей. Фильм был интересен ему как образец отображения нараставшей милитаристской антисоветской риторики, связанной с приходом к власти Рейгана и новым витком Холодной войны, в массовой культуре. Но вместо антикоммунистической пропаганды Ротбард увидел наличие близких ему мотивов анархизма — борьбы небольшого сообщества против насилия со стороны большой государственной машины.
Со временем восприятие фильма изменилось. По состоянию на 2016 год «Красный рассвет» имел рейтинг 53 % на сайте Rotten Tomatoes. Современные зрители, положительно отзывающиеся о фильме, обращают внимание на зрелищность пиротехнических эффектов и ценность фильма как образца массовой культуры 1980-х, отражающего состояние общества времён Холодной войны.
Критик Алан Зильберман писал в 2012 году, что фильм утратил своё значение как качественный боевик. Как и его ремейк 2012 года, «Красный рассвет» теряется на фоне многочисленных однотипных «фильмов о вторжении» — помимо ставшей с годами очевидной карикатурной неправдоподобности, образ оккупантов недостаточно проработан, благодаря чему «армию вторжения» можно с лёгкостью заменить на инопланетян или северокорейцев.
В СССР
Появление подобного фильма не могло не вызвать острой реакции в советской прессе. В некоторых статьях «Красный рассвет» рассматривался как фильм, единственной целью создания которого являлась антисоветская пропаганда в рамках подготовки вторжения в страны Латинской Америки.
После окончания последнего витка Холодной войны восприятие «Красного рассвета» изменилось. Кинокритик Алексей Ерохин в 1990 году писал, что примитивные сюжетные штампы и стереотипные персонажи придают фильму карикатурность, и его нельзя всерьёз воспринимать как пропагандистский:

Мнимый антисоветизм фильма так наивен, так плакатно заявлен и так, по сути, бессодержателен, что я, признаюсь, долго искал в титрах надписи: «По заказу Министерства обороны СССР». Интересно, во сколько миллионов обошёлся советской казне «Красный рассвет»?— Алексей Ерохин

## Влияние
Экстремизм

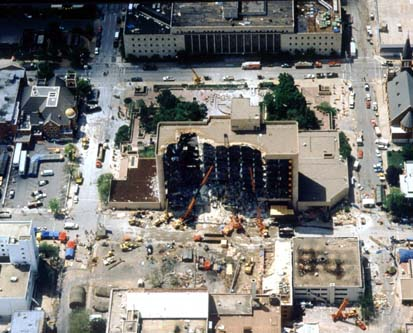
Федеральное здание имени Альфреда Марра, разрушенное взрывом в результате теракта в Оклахома-Сити

Не все зрители воспринимали фильм с позиций ненасильственного анархизма или как простой зрелищный боевик. «Красный рассвет» практически сразу стал культовым фильмом среди милитаризированных экстремистов США. Многочисленные группировки приверженцев свободного ношения оружия и конспирологических антиправительственных теорий, зачастую называющие себя ополченцами (англ. Militia movement), начали формироваться во времена угрозы ядерной катастрофы на раннем этапе Холодной войны 1950-х. Майкл Герман, отставной агент ФБР, специалист по американским военизированным радикальным группировкам, приводил «Красный рассвет» в качестве иллюстрации образа мыслей террористов — каким образом они легитимизируют применение насилия, в том числе и в форме терактов. В конспирологическом сознании террориста, пишет Герман, США находятся в состоянии оккупации со стороны собственного правительства, что по аналогии с описанной в «Красном рассвете» оккупацией советскими войсками, даёт ему право на применение насилия в любых формах.
В 1986 году члены группы выживальщиков «Аризонские патриоты» (англ. The Arizona Patriots), планировавшие крупный теракт, были арестованы ФБР. В своём лагере они часто смотрели «Красный рассвет».
Тимоти Маквей, организатор самого крупного (до событий 11 сентября 2001 года) террористического акта в истории США — взрыва в Оклахома-Сити 19 апреля 1995 года, унёсшего жизни 168 человек, заявлял в 1997 году, что «Красный рассвет» послужил для него «источником вдохновения».
Война на Украине
После вторжения России на Украину на подбитой российской бронетехнике, как и в фильме, стали появляться надписи «Wolverine».
Название Wolverines, отсылающее к фильму, носит группа ветеранов западных армий, обучающих военному делу членов украинской самообороны.

## Ремейк
В 2010 году кинокомпания MGM планировала выпустить ремейк фильма, мировая премьера ожидалась 24 ноября 2010 года, однако в связи с серьёзными финансовыми трудностями и банкротством компании проект не удалось закончить, и его выход оставался под вопросом. В 2011 году производство фильма было возобновлено, в 2012 фильм вышел.
Согласно первоначальному сценарию, агрессором должна была стать коалиция Китая и России, затем это была только КНР, а в окончательном варианте агрессором стала Северная Корея. По словам продюсера фильма Трипа Винсона, «Решение о замене противника в ремейке фильма „Красный рассвет“ с китайской армии на северокорейскую не было спонтанным. Его приняли после многочисленных консультаций с военными аналитиками, хорошо знающими потенциал предполагаемого противника».